# 経ヶ岬
経ヶ岬（きょうがみさき）は、京都府京丹後市丹後町袖志に属し、日本海（若狭湾西部）に面する岬。経ヶ岬灯台がある。
京都府及び近畿地方の最北端。丹後天橋立大江山国定公園に含まれる。

## 地理
丹後半島北端を構成する岬の周囲は、安山岩による柱状節理の発達した海食崖になっている。名前の由来は『宮津府志』によると、岬を取り巻く柱状節理が経巻を立てたように見えることによるとされている。岬の最高地点は201mで、中腹に経ヶ岬灯台がある。

## おもな施設

### 経ヶ岬灯台
1898年（明治31年）12月25日初点灯した灯台で、第1等フレネルレンズを使用した第1等灯台に指定されている。
レンズはフランス製のもので、レンズ台を含め重量は5トン、焦点距離が922mmである。これは日本国内では他に犬吠埼（千葉県）、日御碕（島根県）、角島（山口県）、室戸岬（高知県）の各灯台でしか用いられていない。
レンズを回転させる装置は、水銀槽式回転機械と呼ばれるもので、1893年にフランスの灯台技師、ブールデーユ氏が重いレンズを円滑に回転させるために発明したもので、パリ万国博覧会に展示されていたものを購入して経ケ岬灯台に設置している。
無線方位信号所（電波灯台：レーマークビーコン）としての役目もあったが、GPS測定機器の普及により、日本では平成21年度（2009年 - 2010年）までに全廃、経ヶ岬灯台では2008年に廃止された。
毎年、秋季の一定期間、灯台記念日にちなんで内部が一般公開される。

#### 歴史
- 1898年（明治31年）12月25日 - 初点灯
- 1959年（昭和34年） - 職員の常駐を廃止。
- 1971年（昭和46年） - 京都百景に選定される。また、日本の灯台50選に選定される。
- 1986年（昭和61年） - 木下惠介監督の映画「新・喜びも悲しみも幾歳月」の舞台となる。
- 2007年（平成19年） - 経済産業省の近代化産業遺産に認定。
- 2008年（平成20年）4月10日 - 無線方位信号所（レーマークビーコン）廃止[5]

#### ギャラリー

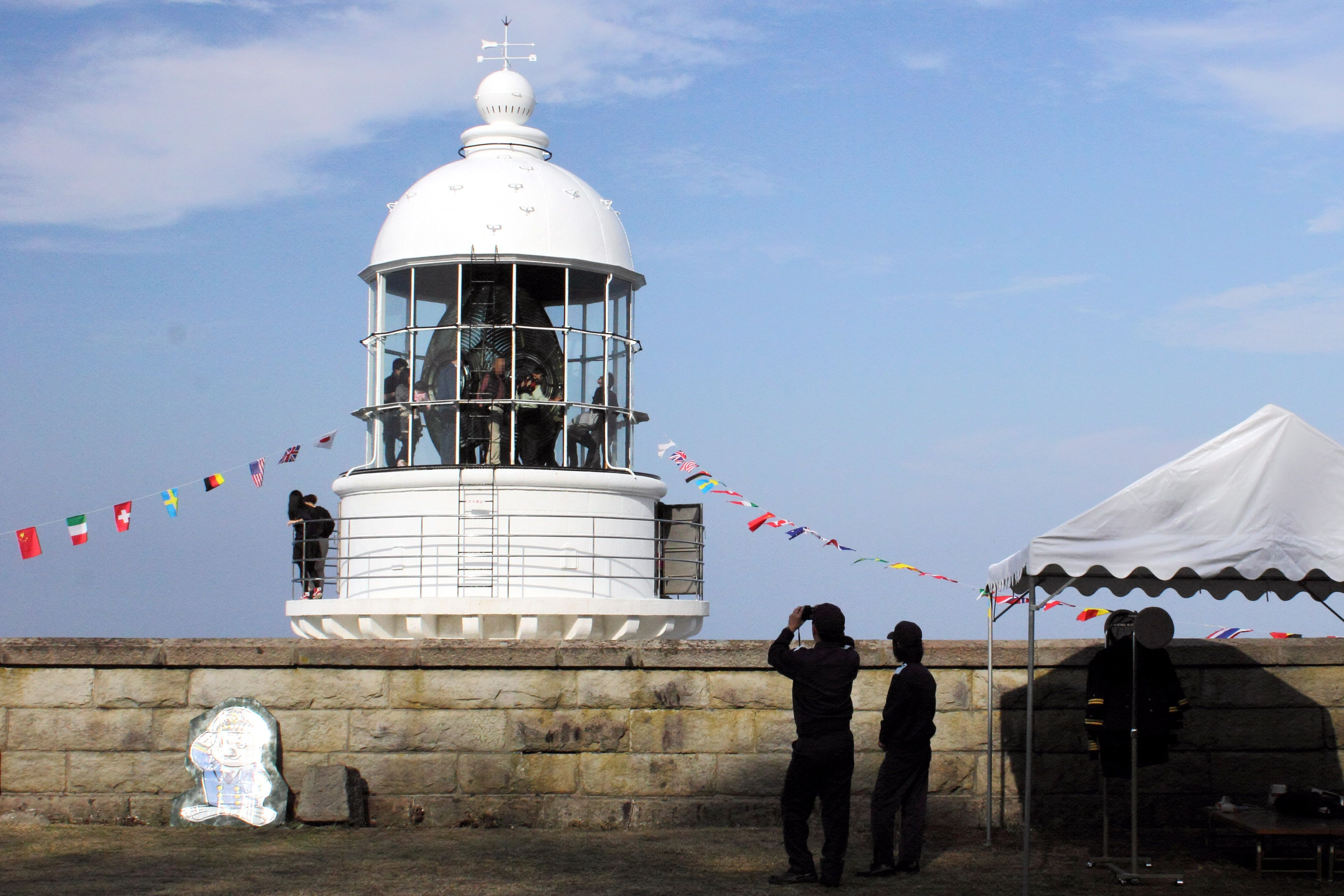
一般公開（2003年11月2日）
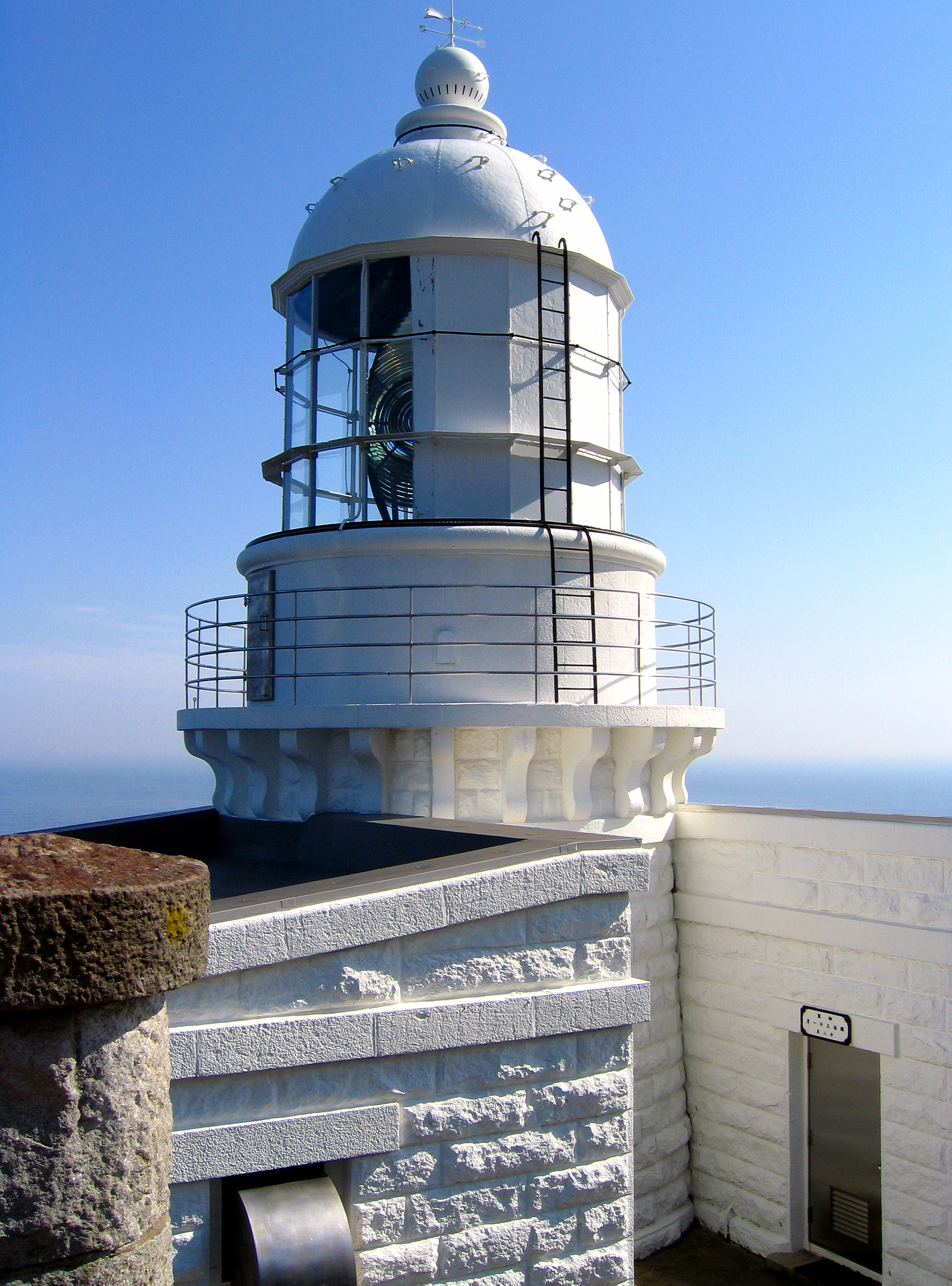
遮蔽板があった際（2005年）
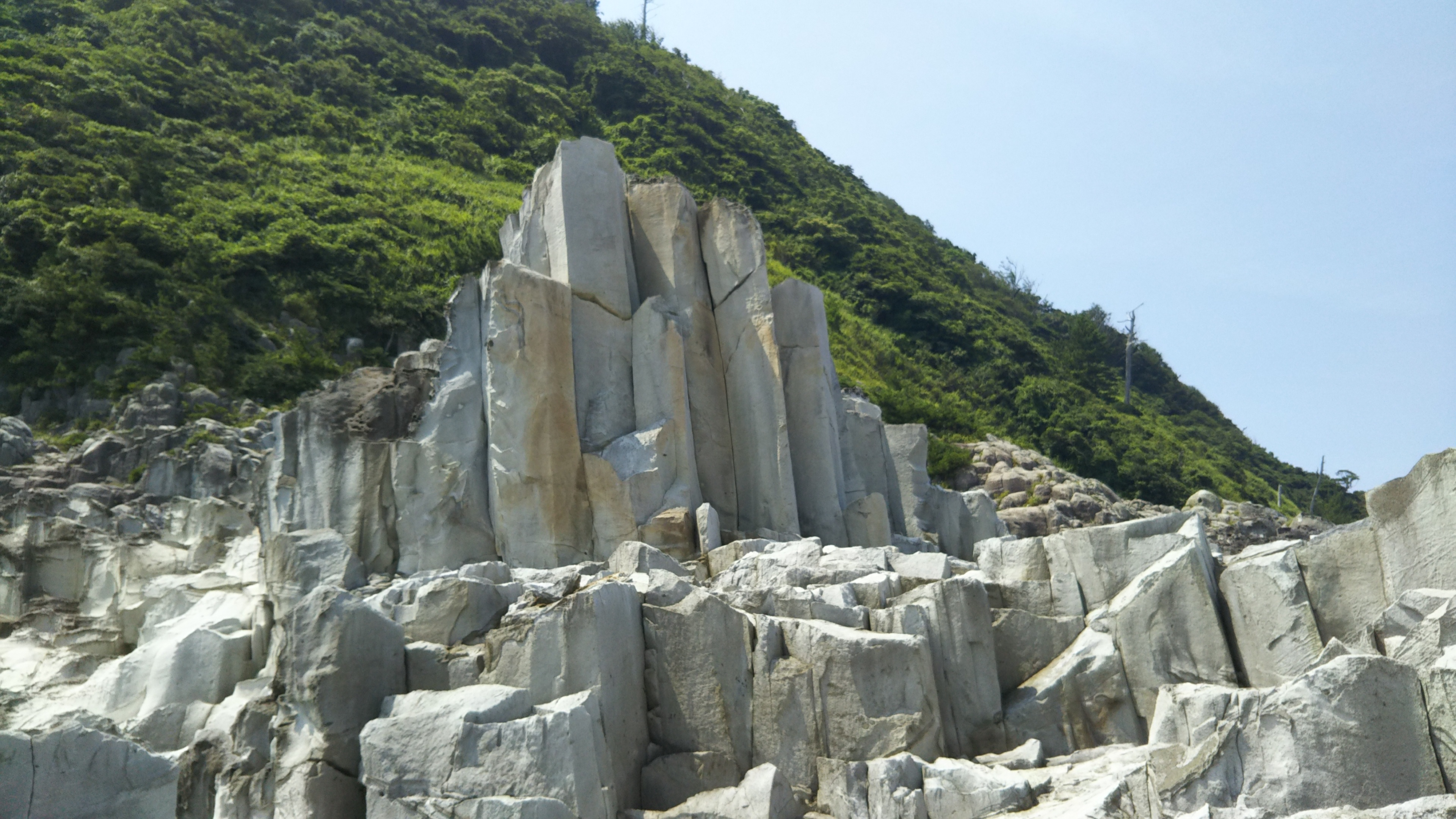
経ヶ岬先端の柱状節理

### 航空自衛隊 経ヶ岬分屯基地
経ヶ岬分屯基地は航空自衛隊入間基地の分屯基地で、小規模な場外離着陸場をもっている。
- 1942年（昭和17年）、旧海軍監視所として設置。
- 1948年（昭和23年）6月、在日米軍のレーダー基地開設。
- 2000年（平成12年）3月、第35警戒隊に改編。

### アメリカ陸軍（在日米陸軍）経ヶ岬通信所
航空自衛隊経ヶ岬分屯基地に隣接する。

## 付近の観光地
- 丹後松島
- 宇川温泉

## 交通
- バス

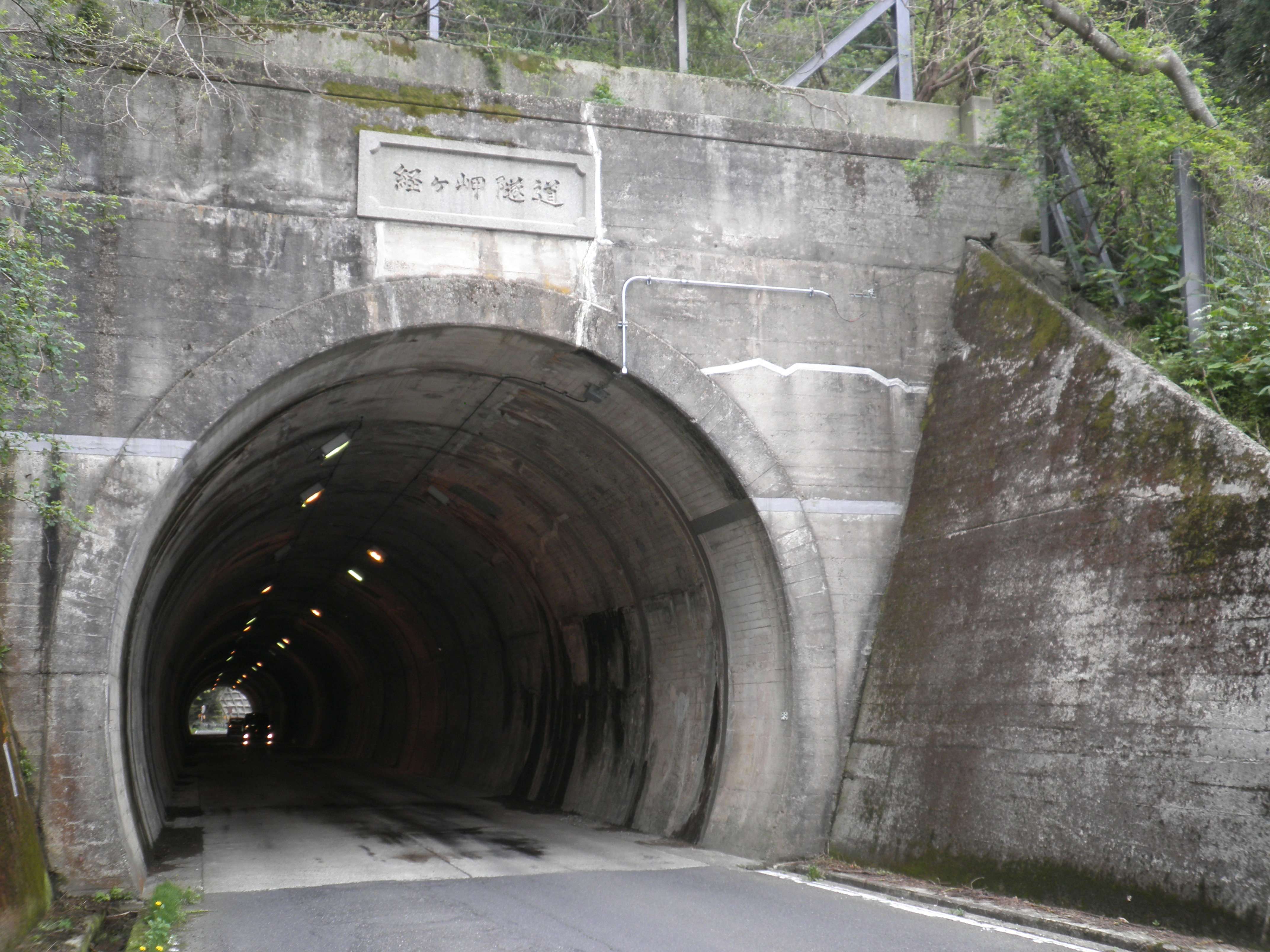
国道178号線にある経ヶ岬隧道

  - 京都丹後鉄道 網野駅から（丹後海陸交通）
  - 京都丹後鉄道 峰山駅から（丹後海陸交通）
- 国道178号

## 登場する作品など
小説
- 水上勉『五番町夕霧楼』1962年

映画
- 『新・喜びも悲しみも幾歳月』松竹、1986年 - 木下惠介監督。